# Земан, Борживой
Борживой Земан (чеш. Bořivoj Zeman; 6 марта 1912, Прага — 23 декабря 1991, там же) — чешский и чехословацкий кинорежиссёр

, сценарист, педагог.

## Биография
После окончания школы работал служащим. Начинал с написания сценариев к короткометражным фильмам. С успехом участвовал в авторском конкурсе 1936 года. Затем, был принят в Studio Hostivař. Занимался киножурналистикой. 
После Второй мировой войны работал сценаристом и режиссёром короткометражных фильмов в Злине . Участвовал, среди прочего, в создании анимационного фильма Карела Земана 1946 года «Vánoční sen» . 
Его режиссёрский дебют «Малая история» состоялся в том же году, за ним последовал первый полнометражный фильм 1947 года «Мертвые между живых» по мотивам произведения Сигурда Кристиансена. Затем Земан сосредоточился на режиссировании сказкок и кинокомедий, при этом используя разные стилистические направления. Фильм «Пан Новак» (1949) соответствовал требованиям социалистического реализма, «Гордая принцесса» (1952) и «Жил-был король» (1955) — экранизации произведений Божены Немцовой, «Безумно грустная принцесса» (1968) и «Как Гонза чуть не стал королём» (1977), близки к жанру романтической комедии и содержат музыкальные интерлюдии. «Гордая принцесса» — самый успешный фильм в истории Чехословакии, который традиционно показывают в канун Рождества.
Занимался преподавательской деятельность. В первой половине 1960-х годов был доцентом Факультета кино и телевидения Академии музыкальных искусств в Праге.
В рейтинге самых популярных чешских и чехословацких фильмов-сказок на сайте kinobox.cz Земан был единственным режиссером, который в 2017 году трижды входил в первую десятку.

## Избранные режиссёрские работы
- 1971 — Женщины вне игры / Ženy v ofsajdu
- 1968 — Очень грустная принцесса / Šíleně smutná princezna
- 1966 — Призрак замка Моррисвилль
- 1958 — Пятое колесо в телеге / Pate kolo u vozu
- 1955 — Жил-был король
- 1955 — Ангел в горах
- 1952 — Гордая принцесса / Pysná princezna
- 1952 — Ангел в отпуске
- 1949 — Пан Новак / Pan Novák
- 1948 — Возвращение / Powrót (Польша)
- 1947 — Не знаете ли квартиры? / Nevíte o byte?
- 1946 — Мёртвый среди живых / Mrtvý mezi zivými

## Избранные киносценарии
- 1971 — Женщины вне игры / Ženy v ofsajdu
- 1968 — Очень грустная принцесса / Šíleně smutná princezna
- 1966 — Призрак замка Моррисвилль
- 1959 — Барышня из воды / Slecna od vody
- 1958 — Пятое колесо в телеге / Pate kolo u vozu
- 1955 — Жил-был король
- 1952 — Гордая принцесса / Pysná princezna
- 1952 — Ангел в отпуске
- 1946 — Мёртвый среди живых / Mrtvý mezi zivými